# Ivan Buljan
Ivan Buljan (født 11. december 1949 i Runovići, Jugoslavien) er en tidligere jugoslavisk/kroatisk fodboldspiller (forsvarer).
Han spillede det meste af sin karriere hos Hajduk Split i sin fødeby. Han var dog også i fire år tilknyttet tyske Hamburger SV og i en enkelt sæson amerikanske New York Cosmos. Hos Hamburg var han med til at nå finalen i Mesterholdenes Europa Cup i 1980.
Buljan spillede i årene mellem 1973 og 1981 36 kampe og scorede to mål for Jugoslaviens landshold. Han var med i landets trup til VM i 1974 i Vesttyskland og til EM i 1976 på hjemmebane.
Efter sit karrierestop har Buljan fungeret som træner. Han har blandt andet stået i spidsen for sin gamle klub Hajduk Split.